# Roon-Denkmal (Berlin)

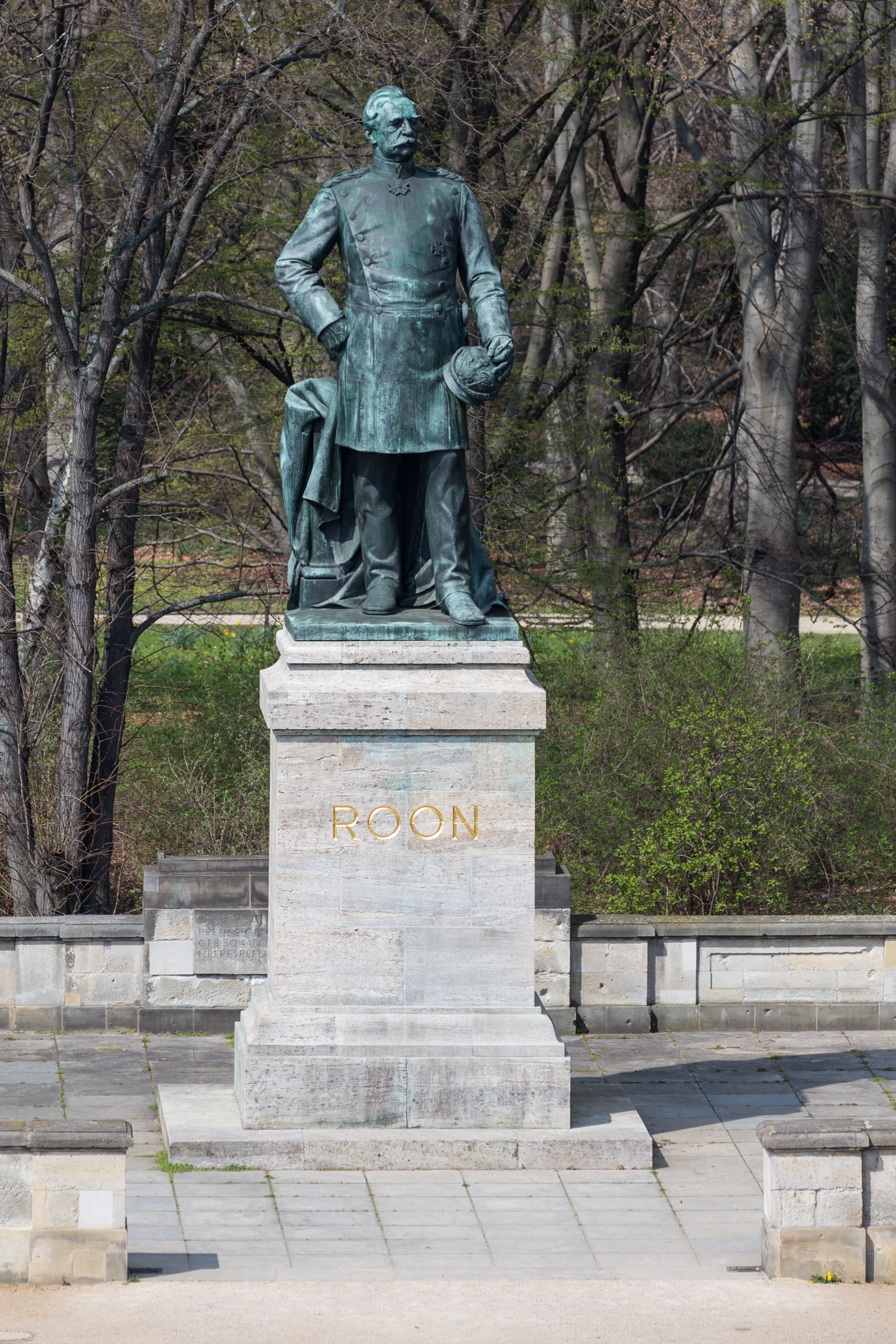
Roon-Denkmal, Ansicht von der Siegessäule

Das Roon-Denkmal am Großen Stern im Berliner Ortsteil Tiergarten erinnert an den preußischen Heeresreformer und deutschen Einigungskämpfer Albrecht von Roon (1803–1879). Geschaffen im Jahr 1904 von Harro Magnussen im Stil des Neobarock, gehört es zu den Meisterwerken der Berliner Bildhauerschule.

## Geschichte und Beschreibung
Das Roon-Denkmal wurde 1904 von Harro Magnussen im Stil des Neobarock geschaffen. Die fünf Meter hohe Plastik aus Bronze zeigt Roon in zeitgenössischer Uniform neben einer Säule stehend, den Kopf leicht nach links gewandt. Um den Hals trägt er den Pour le Mérite, der ihm für seine Verdienste um die Einigung Deutschlands verliehen worden war. Seine rechte Hand ist in die Hüfte gestützt, seine linke Hand hält den Generalshelm. Der sechs Meter hohe Sockel aus Muschelkalk mit der vergoldeten Inschrift „ROON“ weist Elemente des Neoklassizismus auf. Die Gesamthöhe des Standbilds beträgt elf Meter. Es gehört zu den Meisterwerken der Berliner Bildhauerschule. Der Guss erfolgte bei Martin & Piltzing.

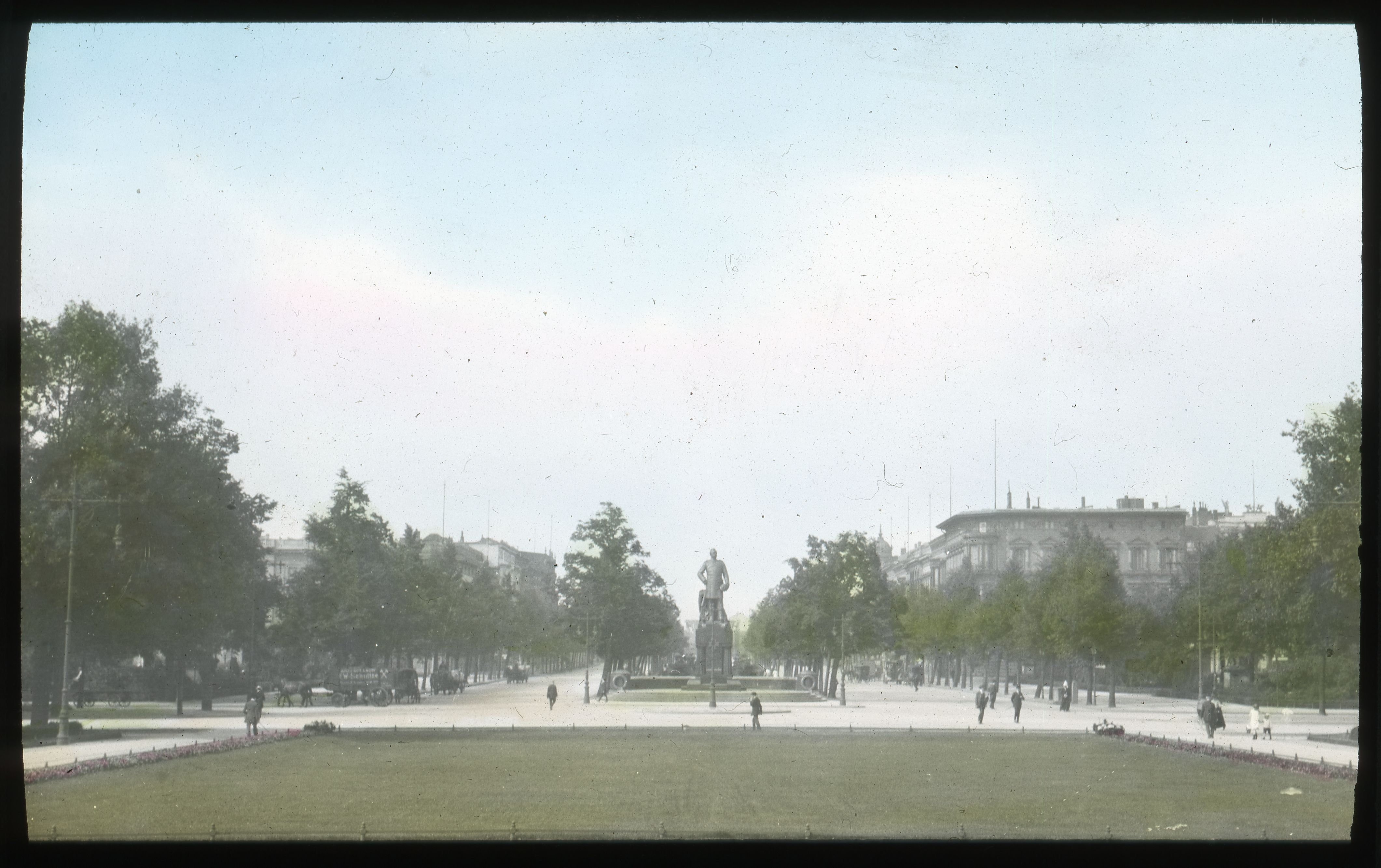
Roon-Denkmal am Königsplatz, 1913

1938 wurde das Roon-Denkmal, zusammen mit den Denkmälern Moltkes, Bismarcks und der Siegessäule, von seinem ursprünglichen Standort am Nordrand des Königsplatzes entfernt, wo es den Plänen Albert Speers für den Umbau Berlins zur Welthauptstadt Germania im Wege stand, und 1939 an seinem heutigen Standort am Nordrand des Großen Sterns aufgestellt. Dabei wurde der Unterbau beseitigt und der Sockel erneuert.
Das Standbild umgibt eine zur Siegessäule hin offene Ziermauer mit folgender Inschrift: „ALBRECHT GRAF VON ROON / PREUSS. GENERALFELDMARSCHALL UND KRIEGSMINISTER / GEB. 30.4.1803 . GEST. 23.2.1879 . MIT DER DURCHFÜHRUNG DER / HEERESREFORM SCHUF ER DIE VORAUSSETZUNG DER SIEGE / IN DEN KRIEGEN 1864 . 1866 . 1870–71“.